# 14. vestlige længdekreds
Den 14. vestlige længdekreds (eller 14 grader vestlig længde) er en længdekreds, der ligger 14 grader vest for nulmeridianen. Den løber gennem Ishavet, Grønland, Island, Atlanterhavet, Afrika, det Sydlige Ishav og Antarktis.